# Saint-Cyr-sur-le-Rhône
Saint-Cyr-sur-le-Rhône is een gemeente in het Franse departement Rhône (regio Auvergne-Rhône-Alpes). De plaats maakt deel uit van het arrondissement Lyon. Saint-Cyr-sur-le-Rhône telde op 1 januari 2022 1.273 inwoners.

## Geografie
De oppervlakte van Saint-Cyr-sur-le-Rhône bedroeg op 1 januari 2022 6,02 vierkante kilometer; de bevolkingsdichtheid was toen 211,5 inwoners per km². De plaats ligt op de linkeroever van de Rhône.

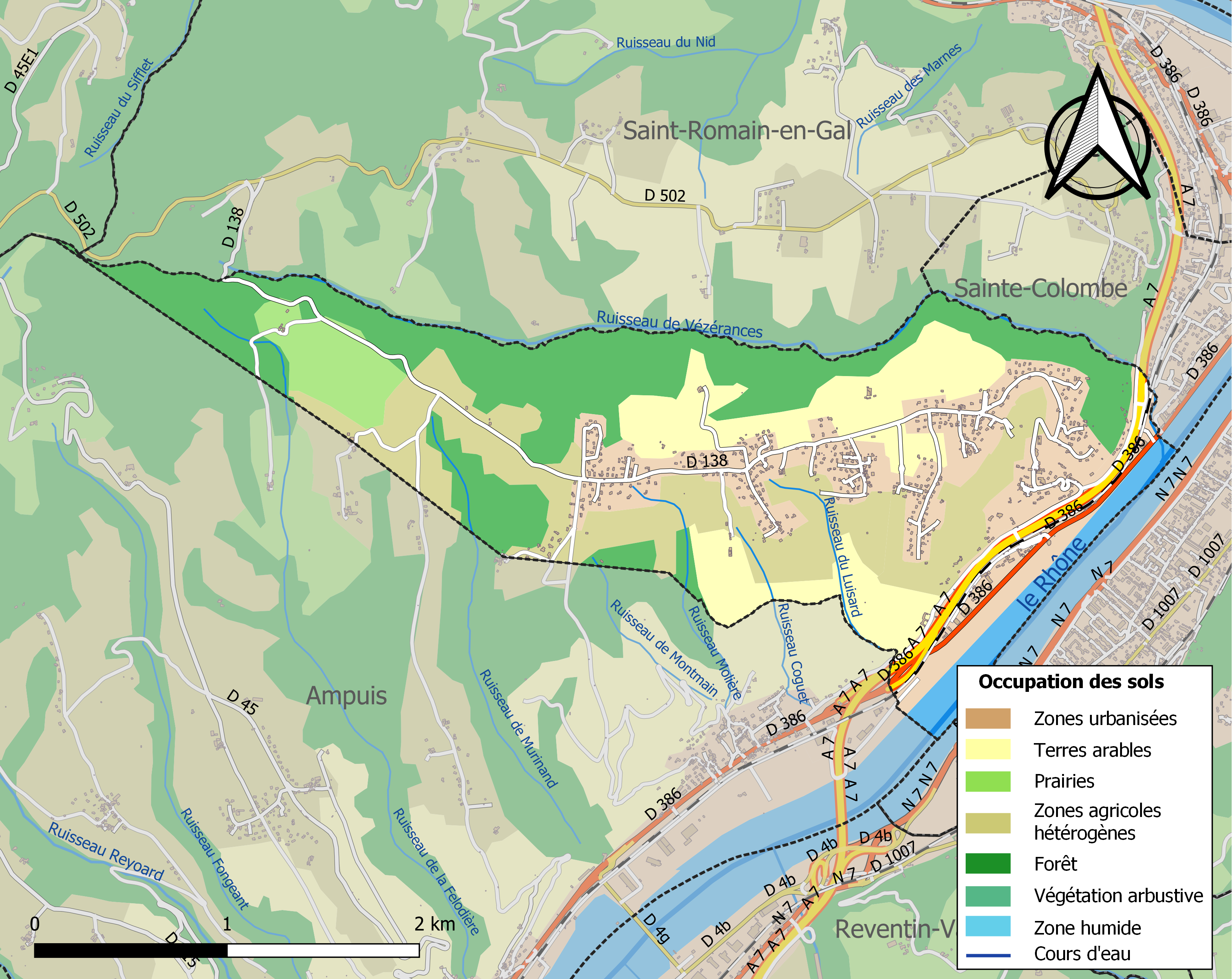
Kaart van de gemeente met de belangrijkste infrastructuur, bodemgebruik en omliggende gemeenten

## Demografie
Onderstaande figuur toont het verloop van het inwonertal (bron: INSEE-tellingen).